# 안조성

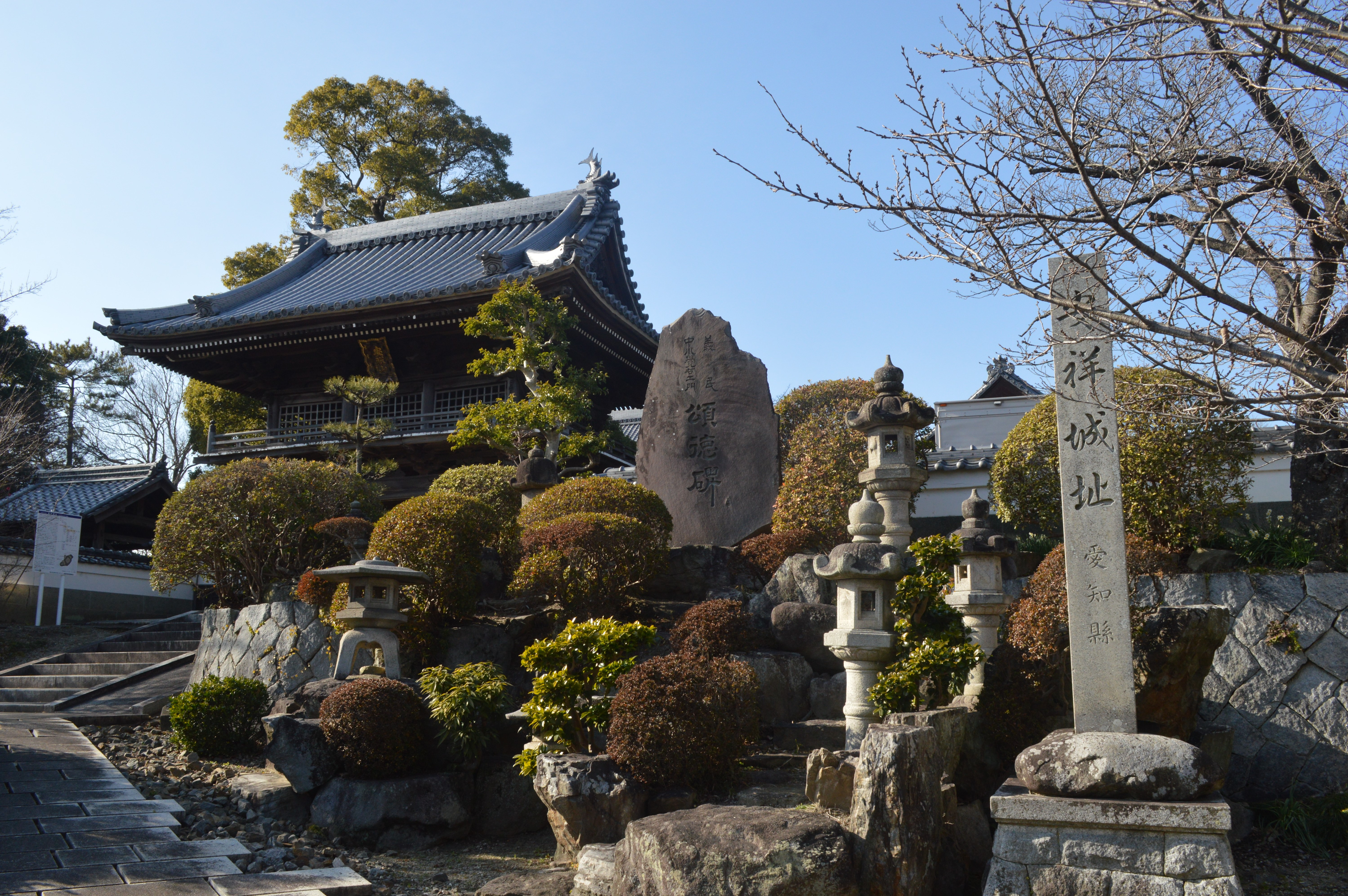
안조성터

안조성(일본어: 安祥城, あんじょうじょう)은 일본 미카와국 헤키카이 군(지금의 아이치현 안조시)에 있었던 성이었다.
설상대지의 선단에 세워져 있었으며, 주위는 논과 숲으로 에워싸여 있고 그 안쪽에 토루와 해자가 파여져 있었으며, 천수각을 가지고 있지 않았다. 무로마치 시대 중기에 축성되어 오다씨, 이마가와씨, 마쓰다이라씨 간의 격렬한 전투가 이루어졌다. 숲에 둘러싸여 있었던 데에서 모리성(일본어: 森城 모리조[*])이라는 별명을 가지고 있었다.
지금은 비석, 무덤, 기리기시, 해자, 일부 성곽 등만이 남아있다. 혼마루 자리에는 다이조 사, 니노마루 자리에는 하치반 사, 산노마루 자리에는 다이조 사의 뒷마당이 있다.

## 역사
- 1440년 미카와국 헤키카이군 주변을 지배하고 있던 와다씨의 와다 지카히라가 축성하였다.

- 1471년 미카와국 이와즈 성주 마쓰다이라 노부미쓰가 계략을 통하여 무혈 입성하여, 4대에 걸쳐 마쓰다이라씨의 거성이 되었다. 도쿠가와 실기에 의하면 1524년 4대 성주 마쓰다이라 기요야스가 오카자키성을 얻은 후에도 계속 안조성을 근거지로 하여, 모리야마의 변으로 그가 죽을 때까지 '안조 마쓰다이라 씨'의 본거지가 되었다.

- 동조궁어실기 1권에서는 하타케야마 가문의 가가국 아무개가 안조의 성을 점령했다고 기술되어 있다.

- 신어유영속비감 12권 계지어유내유(新編柳營續秘鑑 十二卷 葵之御紋来由)에 의하면, 마쓰다이라 노부미쓰가 1479년 8월 2일 안조성을 공격하였을 때 사카이씨의 시조인 사카이 지카키요가 세 족도리 풀잎을 주었다고 기록되어 있다.

- 1540년, 마쓰다이라씨의 약화를 틈타 오와리국 후루와타리성주 오다 노부히데가 안조성을 공략하여 점령, 오다 노부히로를 성주로 두었다. 이에 1545년 히로타다가 안조성을 탈환하기 위해 출진하였으나 실패하였다.

- 1549년 이마가와씨가 다이겐 셋사이가 통솔하는 2만명의 군대로 안조성을 공격하여, 몇 차례의 공격 끝에 11월 성을 점령하였다.

- 1562년경 폐성되었으나, 고마키·나가쿠테 전투에서 부대가 배치되기도 하였다.